# Inter gravissimas
L'Inter gravissimas... est une bulle pontificale, rédigée par le pape Grégoire XIII et nommée d'après ses premiers mots Parmi les très nobles tâches de notre ministère pastoral (en latin : Inter gravissimas pastoralis officii nostri curas). Elle est datée du 24 février 1582.
La bulle réforme le calendrier julien introduit par Jules César, alors pontifex maximus, en 46 av. J.-C. du calendrier julien proleptique.
Elle crée le calendrier grégorien qui est utilisé aujourd'hui dans la plupart des pays du monde.

## Contexte
Pour les catholiques, Pâques est la fête qui commémore la résurrection du Christ, le troisième jour après sa passion, laquelle est située le quatorzième jour du mois de Nissan du calendrier hébraïque, c'est-à-dire le jour de la pleine lune qui suit l'équinoxe vernal dans l'hémisphère boréal.
En 325, le premier concile de Nicée avait fixé au douzième jour des calendes d'avril, c'est-à-dire au 21 mars, la date de l'équinoxe vernal. Depuis 325, l'équinoxe vernal s'était écarté du 21 mars d'environ dix jours.
La réforme du calendrier avait été discutée durant le concile de Trente qui avait cependant délégué au pape la tâche d'y trouver une solution.

## Contenu
Grégoire XIII supprime dix jours du mois d'octobre 1582 de sorte que le lendemain du quatrième jour suivant les nones d'octobre, c'est-à-dire le lendemain du jeudi 4 octobre 1582, soit le jour des ides d'octobre, c'est-à-dire le vendredi 15 octobre 1582. Par coïncidence, c'est précisément cette nuit-là que meurt sainte Thérèse d'Avila.
Il maintient l'intercalation d'un jour bissexte, c'est-à-dire d'un 29 février, tous les quatre ans, les années dont le millésime est divisible par quatre. Mais il la supprime pour les années dont le millésime est divisible par 100, sauf pour celles qui sont divisibles par 400.
Il reporte les fêtes qui auraient dû être célébrées pendant les dix jours supprimés au 15 octobre : la fête des saints martyrs Denis, Rustique et Éleuthère, qui aurait dû être célébrée le 9 octobre ; celle du pape et confesseur saint Marc, qui aurait dû l'être le 7 ; et celle des saints martyrs Serge, Bacchus, Marcel et Apulée, qui aurait dû l'être le 7.